# Ottenstein (Herrschaft)

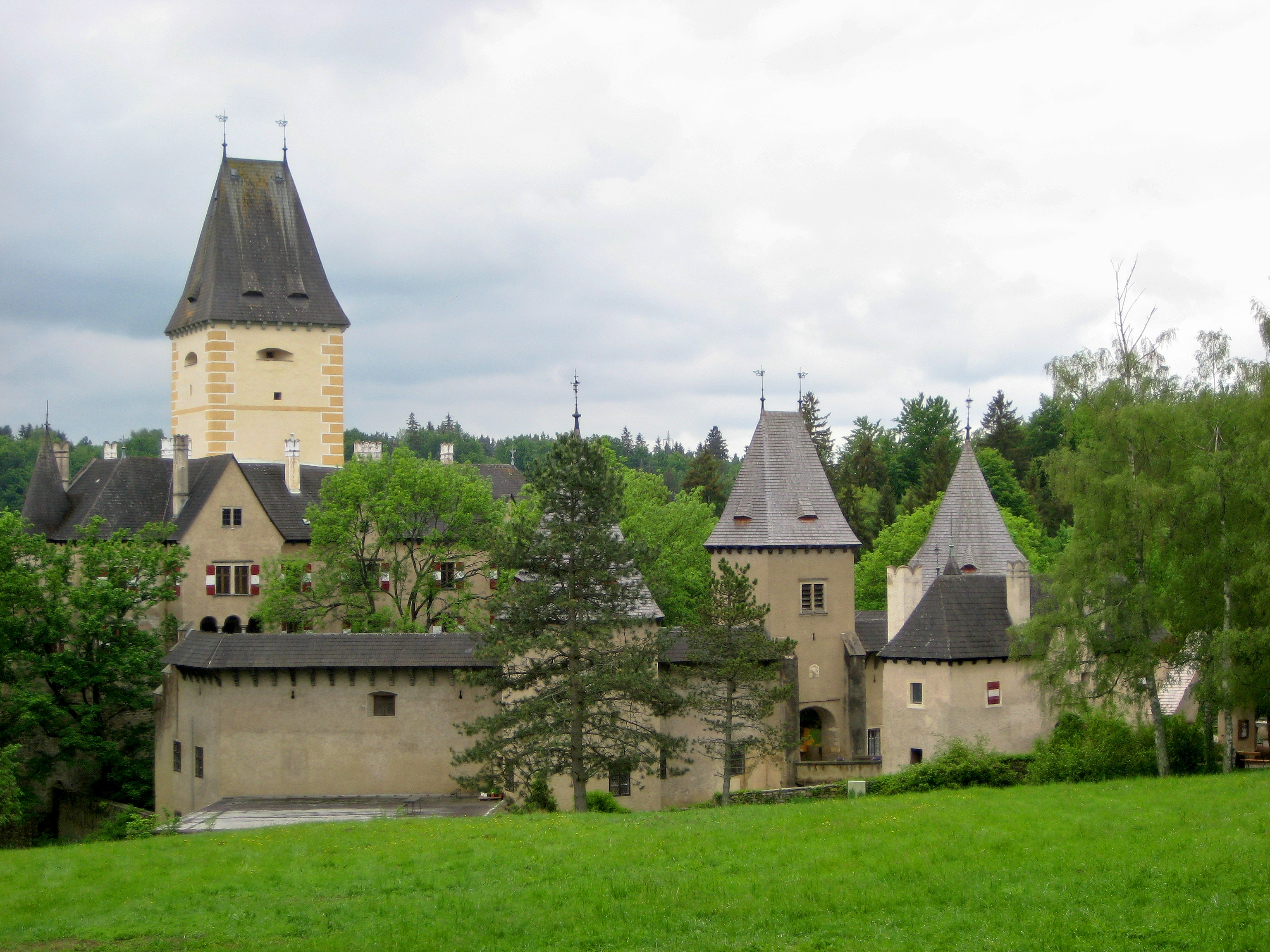
Schloss Ottenstein, Sitz der Verwaltung (2008)

Die Herrschaft Ottenstein war eine Grundherrschaft im Viertel ober dem Manhartsberg im Erzherzogtum Österreich unter der Enns, dem heutigen Niederösterreich.

## Ausdehnung
Die Herrschaft mit den Gülten St. Floriani und St. Nikoslai umfasste zuletzt die Ortsobrigkeit über Döllersheim, Flachau, Söllitz, Oberplättbach, Heinrichs, Zinrings, Ottenstein, Beigarten und Etlas. Der Sitz der Verwaltung befand sich im Schloss Ottenstein.

## Geschichte
Der letzte Inhaber der Fideikommissherrschaft war Feldmarschallleutnant Franz Philipp Graf von Lamberg, der in der ungarischen Revolution von einer erregten Volksmenge ermordet wurde. Die Herrschaft wurde nach den Reformen 1848/1849 aufgelöst.